# Бриджмен, Ричард, 7-й граф Брэдфорд
Ричард Томас Орландо Бриджмен, 7-й граф Брэдфорд (англ. Richard Thomas Orlando Bridgeman, 7th Earl of Bradford; род. 3 октября 1947) — британский пэр и бизнесмен, носивший титул учтивости — виконт Ньюпорт с 1957 по 1981 год.

## Происхождение и образование
Родился 3 октября 1947 года. Старший сын Джеральда Бриджмена, 6-го графа Брэдфорда (1911—1981), и Мэри Уиллоуби Монтгомери (1918—1986). Образование получил в школах Святого Ронана, Хокхерста и Харроу, недалеко от Лондона, и Тринити-колледж в Кембридже, который он окончил со степенью бакалавра искусств в 1969 году и магистра искусств в 1973 году.
30 августа 1981 года после смерти своего отца Ричард Томас Орландо Бриджмен унаследовал титулы 7-го графа Брэдфорда, 12-го баронета Бриджмена из Грейт-Левер, 8-го барона Брэдфорда из Брэдфорда и 7-го виконта Ньюпорта.

## Карьера
В 1979 году Брэдфорд открыл английский ресторан Porters в лондонском Ковент-Гардене. Позже он открыл гриль-бар «Ковент-Гарден» по соседству. В январе 2015 года рестораны закрылись, так как арендодатель не продлил аренду, и Брэдфорд перенес свой бизнес в Хартфордшир, где открыл ресторан Porters в Беркхамстеде . Ресторан закрылся 30 сентября 2018года.
С 1986 по 1999 год он был председателем Weston Park Enterprises. Поскольку 6-й граф оставил семью с большими обязанностями смерти, Брэдфорд подарил свой дом Уэстон-парк и 1000 акров нации в 1986 году при поддержке Мемориального фонда национального наследия ФондуУэстон-парка. С 1998 года он является председателем VIP Internet Ltd, компании по дизайну веб-сайтов, которая также управляет собственными веб-сайтами, такими как Stately-Homes.com, теперь продан, и A-London-Guide.com.
На парламентских выборах 2001 года он был кандидатом в парламент в Палату общин, баллотировался в качестве кандидата от Партии независимости Великобритании, получив поддержку 5,2 % (2315 голосов) в Стаффорде, проиграв Дэвиду Кидни, но добившись 4-го лучшего результата для партии. Он снова баллотировался в UKIP на европейских выборах в регионе Уэст-Мидлендс в 2004 году, заняв восьмое место, семь кандидатов были избраны. В мае 2012 года он безуспешно баллотировался от партии на дополнительных выборах в Гайд-парке при поддержке владельца ночного клуба знаменитости Питера Стрингфеллоу.
Лорд Брэдфорд ведет активную кампанию против продажи поддельных дворянских титулов и продвигает этот вопрос на своем сайте, FakeTitles.com. Брэдфорд утверждал, что он подвергся онлайн-кампании клеветы в отместку за свою кампанию, с неблагоприятными отзывами, размещаемыми на TripAdvisor и появлением мошеннических сайтов обзора.

## Семья
15 сентября 1979 года граф Брэдфорд женился на Джоан Элизабет Миллер (род. 1956), старшей дочери букмекера Mayfair Бенджамина Миллера. Они развелись в 2006 году. У них четверо детей:
- Александр Майкл Орландо Бриджмен, виконт Ньюпорт (род. 6 сентября 1980 года), нынешний управляющий поместьями Брэдфорд.
- Достопочтенный Генри Джеральд Орландо Бриджмен (род. 18 апреля 1982 года), который женился на Люсинде Боди 27 мая 2014 года[11] .
- Достопочтенный Бенджамин Томас Орландо Бриджмен (род. 7 февраля 1987 года)
- Леди Алисия Роуз Бриджмен (род. 27 декабря 1990 года), которая вышла замуж за доктора Филипа Уоррилоу-Уилсона 1 сентября 2018 года.

30 августа 2008 года он женился вторым браком на докторе Пенелопе Энн Лоу, акушере-консультанте и авторе книги " Ожидание ребенка? Рождается каждую минуту.

## Труды
- My Private Parts and The Stuffed Parrot (1984)
- The Eccentric Cookbook (1985)
- Stately Secrets (1994)
- Porters English Cookery Bible — Ancient and Modern, with Carol Wilson (2004)
- Porters Seasonal Celebrations Cookbook, with Carol Wilson (2007)